# デイヴ・マッカリー
デヴィッド・ローレンス・マッカリー（David Lawrence McCary）は、アメリカ合衆国のコメディアン、脚本家、監督、プロデューサーである。2013年から2018年まで『サタデー・ナイト・ライブ』でセグメント監督を務め、またウェブシリーズ『Epic Rap Battles of History』の最初の2シーズンではメイン監督を務めた。大学時代にはスケッチ・コメディ・グループのグッド・ネイバーを結成した。妻は女優のエマ・ストーンであり、娘を1人もうけている。

## 生い立ちと教育
マッカリーは南カリフォルニア大学に通い、幼馴染みのカイル・ムーニーと同部屋に住んでいたが、2年で中退した。

## キャリア

### グッド・ネイバー
2007年にマッカリーはカイル・ムーニー、ベック・ベネット、ニック・ラザフォードと共にスケッチ・コメディ・グループのグッド・ネイバーを結成した。『サタデー・ナイト・ライブ』に出演する前のグッド・ネイバーはコメディ・セントラル下でウィル・フェレルとアダム・マッケイの会社のゲイリー・サンチェス・プロダクションズが製作した『The Good Neighbor Show』の撮影を終えたばかりだった。『サタデー・ナイト・ライブ』側は彼らが番組に出演するためにはコメディ・セントラル側と協議して契約を解除させなけらばならなかったと主張している。この頃にマッカリーは『Epic Rap Battles of History』の最初の2シーズンを監督した。

### 『サタデー・ナイト・ライブ』
2013年にマッカリーは『サタデー・ナイト・ライブ』の第39シーズンにセグメント監督として参加した。グッド・ネイバーの結成メンバーであるムーニーとベネットはフィーチャー・プレイヤー、ラザフォードはスタッフ・ライターとして番組に加わった。マッカリーは2018年の第43シーズン終了をもって5年間在籍した番組を去った。

### 『ブリグズビー・ベア』
2017年、マッカリーはザ・ロンリー・アイランド製作のコメディドラマ映画『ブリグズビー・ベア』を監督した。出演者はカイル・ムーニー、マーク・ハミル、グレッグ・キニア、マット・ウォルシュ、ミカエラ・ワトキンス、ホルヘ・レンデボルグ・ジュニア、ライアン・シンプキンスらである。この映画は2017年1月23日にサンダンス映画祭で初演され、2017年7月28日よりソニー・ピクチャーズ クラシックス配給で公開された。
2020年8月、マッカリーとその妻のエマ・ストーンとの製作会社であるフルーツ・ツリーはA24とのファーストルック・テレビ契約を結んだ。

## 私生活
マッカリーは2017年10月に女優のエマ・ストーンとの交際を始めた。マッカリーとストーンは2019年12月4日に婚約を発表し、翌年に結婚した。2021年1月、ストーンが第一子を妊娠していることが報じられ、2021年3月13日に生まれた。マッカリーとストーンは生まれた娘にルイーズ・ジーン・マッカリー（Louise Jean McCary）と名付けたが、これはストーンの祖母のジーン・ルイーズへのオマージュであり、またジーンはストーンのミドルネームでもある。

## 主なフィルモグラフィ

### 映画
| 年   | 日本語題 原題                                           | クレジット | 備考 |
| ---- | ------------------------------------------------------- | ---------- | ---- |
| 2017 | ブリグズビー・ベア Brigsby Bear                         | 監督       |      |
| 2022 | 僕らの世界が交わるまで When You Finish Saving the World | 製作       |      |
| 2023 | Problemista                                             | 製作       |      |
| 2024 | リアル・ペイン〜心の旅〜 A Real Pain                    | 製作       |      |
| 2024 | I Saw the TV Glow                                       | 製作       |      |

### テレビシリーズ
| 年   | 日本語題 原題 | クレジット | 備考 |
| ---- | ------------- | ---------- | ---- |
| 2023 | The Curse     | 製作総指揮 |      |